# Rúben Lima
Rúben Alexandre Rocha Lima (Lisboa, Portugal, 3 de octubre de 1989) es un futbolista portugués que juega de defensa y su equipo es el C. F. Estrela de Amadora de la Primeira Liga de Portugal.

## Clubes
| Club                     | País     | Año       |
| ------------------------ | -------- | --------- |
| C. D. Aves               | Portugal | 2007-2009 |
| Vitória Setúbal          | Portugal | 2009-2010 |
| S. C. Beira-Mar          | Portugal | 2010-2011 |
| H. N. K. Hajduk Split    | Croacia  | 2011-2013 |
| G. N. K. Dinamo Zagreb   | Croacia  | 2013-2016 |
| H. N. K. Rijeka (cedido) | Croacia  | 2014      |
| União Madeira            | Portugal | 2016-2017 |
| Moreirense F. C.         | Portugal | 2017-2019 |
| Belenenses SAD           | Portugal | 2020-2021 |
| F. C. Famalicão          | Portugal | 2021-2024 |
| C. F. Estrela de Amadora | Portugal | 2024-     |